# 1908. évi nyári olimpiai játékok
Az 1908. évi nyári olimpiai játékokat, hivatalos nevén a IV. nyári olimpiai játékokat 1908. április 27. és október 31. között rendezték meg a nagy-britanniai Londonban. A Nemzetközi Olimpiai Bizottság az olimpiai játékok rendezésére – a pályázó Róma, Milánó és Berlin közül – eredetileg Rómát jelölte ki, azonban az előkészületek idején kitört a Vezúv, óriási károkat okozott, és amikor a károk helyreállítási költségei miatt az olasz kormány  1907-ben lemondott a rendezésről, London ugrott be Róma helyére.
A versenyeket remek létesítményekben önállóan rendezték, és rajtuk huszonkét ország kétezer-nyolc versenyzője vett részt. Az olimpiai sportágak száma az 1904. évi nyári olimpiai játékokhoz képest tizennyolcról huszonnégyre nőtt, és itt vonultak fel első alkalommal a megnyitón nemzetenként a résztvevők.
Az ünnepélyes megnyitót 1908. július 13-án rendezték meg, valójában a fedett pályás teniszversenyekkel már április 27-én megkezdődtek a küzdelmek, a labdarúgótornát pedig csak október második felében bonyolították le.
A sorozatos bírói botrányok és viták miatt – elsősorban az amerikaiak és a britek között – utoljára bízták a versenybírói teendőket a rendező nemzetre.

## Érdekességek
- Ez volt az első újkori olimpia, melyen a részt vevő sportolók száma kétezer fölé emelkedett.
- Hivatalosan ekkor rendeztek először nők számára is versenyeket (teniszben és műkorcsolyában) az olimpiák történetében. Az olimpia első női győztese Gwendoline Eastlake-Smith lett, tenisz egyes versenyszámban.
- Az új versenyszámok a gyeplabda és a labdarúgás voltak.
- A 400 méteres síkfutás döntőjében egy angol és három amerikai versenyzett, az angol akadályozásáért a verseny eredményét megsemmisítették és új döntőt rendeztek. A megismételt döntőn az amerikaiak nem indultak, így az egyedül versenyző angol nyert.
- Rúdugrásban azonos eredmény miatt két aranyérmes versenyző volt.
- Tőrvívásban a franciák, kardvívásban a magyarok rendeztek háziversenyt.
- Weisz Richárd egy órán át tartó kemény küzdelemben győzött birkózásban az orosz Alekszandr Petrov ellen.
- A hat kerékpáros versenyszámból ötöt nyertek a hazaiak és csak egyet a franciák. Az 1000 méteres számban nem hirdettek eredményt, mert a győztes sem érte el a kitűzött szintidőt.
- Három motorcsónakos számot is rendeztek a Temzén. A különleges számok között lovaspóló, rögbi, lacrosse és jeu de paume volt, bemutatót vitorlázásból tartottak. Négy versenyszámot korcsolyából is megrendeztek.
- Oroszország a játékokra annak megkezdése után 12 nappal érkezett, mert ott még nem a Gergely-naptár volt használatban.
- Ekkor volt először 42,195 km a Maratoni táv. Külön érdekesség hogy az olimpiai stadion és a Windsori kastély között pont 42 km volt a távolság. Azonban Alexandra királyné tiltakozott az ellen hogy nem a páholya alatt érnek be a futók, ezért 195 méterrel meg kellett toldani a távot.

## Részt vevő nemzetek

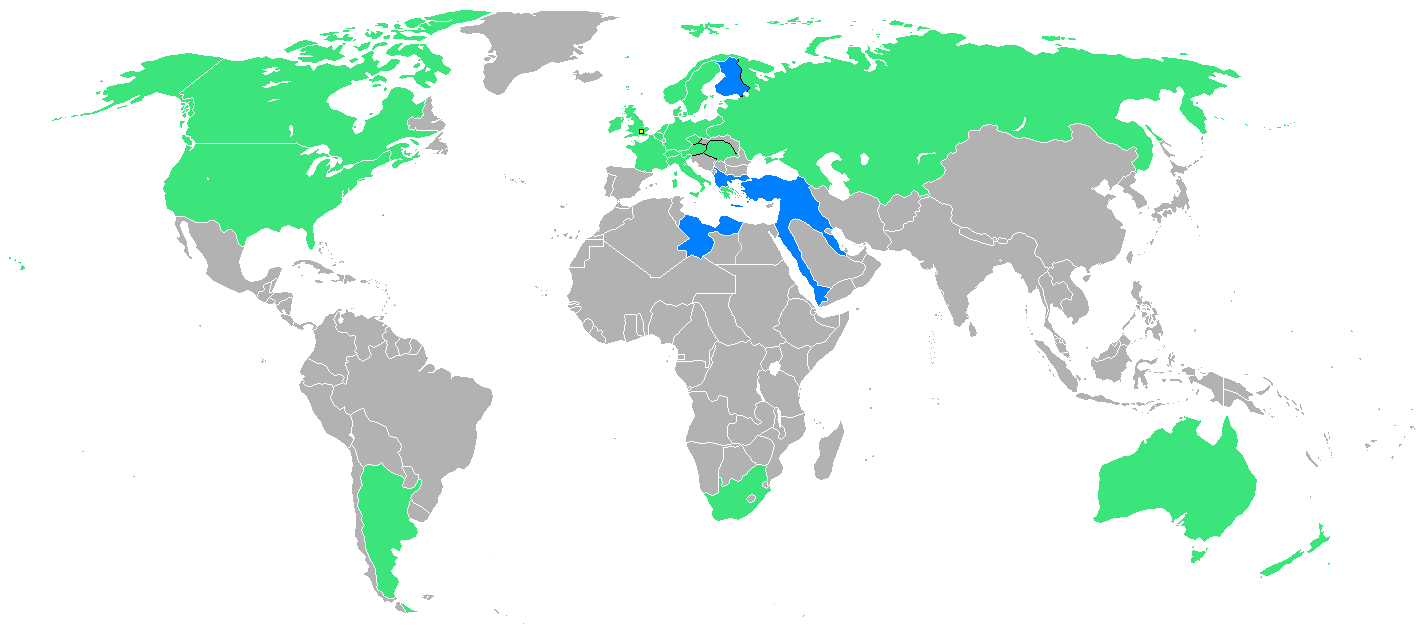
Az 1908-as nyári olimpián részt vevő nemzetek; kék= új résztvevők, zöld= visszatérők

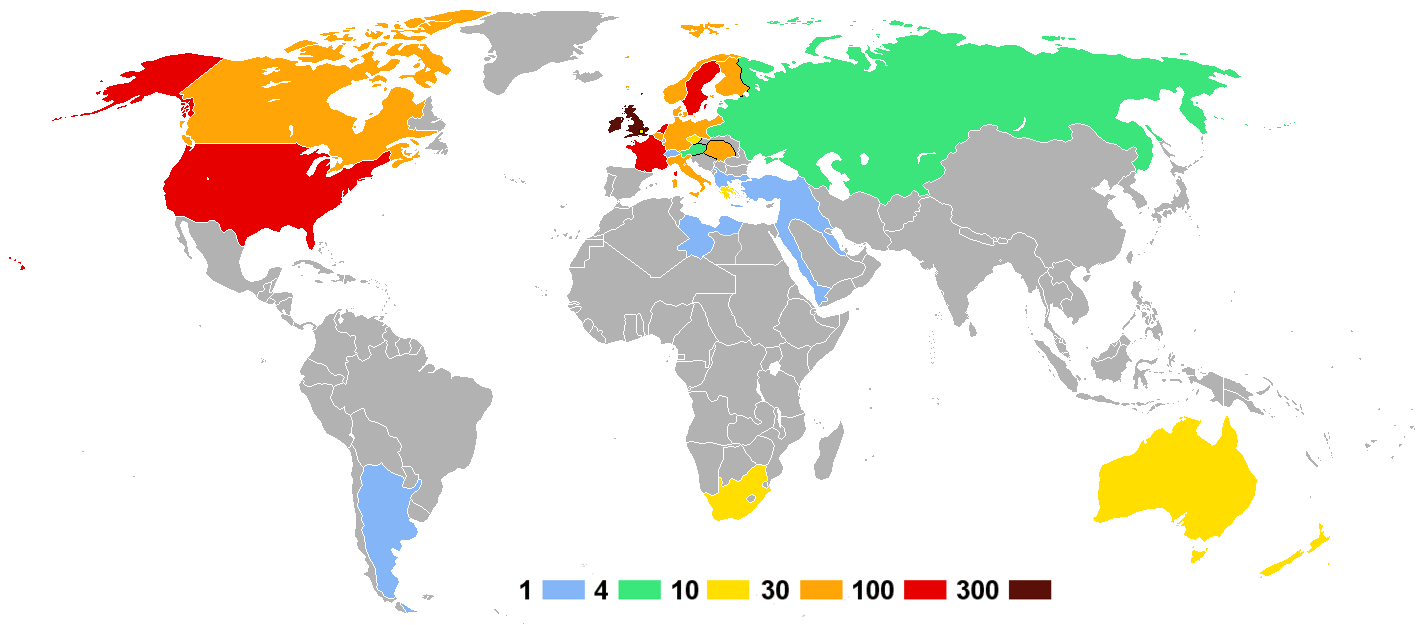
A részt vevő nemzetek csapatlétszáma

Az olimpián az alábbi 22 nemzet vett részt, közülük Finnország és Törökország első alkalommal.
- Argentína (ARG) (1 – 1 férfi)
- Ausztrálázsia (ANZ) (29 – 29 férfi)[1]
- Ausztria (AUT) (7 – 7 férfi)
- Belgium (BEL) (77 – 77 férfi)
- Cseh Királyság (BOH) (19 – 19 férfi)
- Dánia (DEN) (78 – 78 férfi)
- Egyesült Államok (USA) (122 – 122 férfi)
- Finnország (FIN) (65 – 65 férfi)
- Dél-afrikai Unió (RSA) (14 – 14 férfi)
- Franciaország (FRA) (208 – 208 férfi)
- Görögország (GRE) (20 – 20 férfi)
- Hollandia (NED) (118 – 118 férfi)
- Kanada (CAN) (88 – 88 férfi)
- Magyarország (HUN) (63 – 63 férfi)
- Nagy-Britannia (GBR) (737 – 698 férfi, 39 nő)
- Németország (GER) (81 – 79 férfi, 2 nő)
- Norvégia (NOR) (58 – 58 férfi)
- Olaszország (ITA) (67 – 67 férfi)
- Oroszország (RUS) (6 – 6 férfi)
- Svájc (SUI) (1 – 1 férfi)
- Svédország (SWE) (172 – 169 férfi, 3 nő)
- Törökország (TUR) (1 – 1 férfi)

## Olimpiai versenyszámok
Az olimpia hivatalos programja szerint huszonkét sportág huszonnégy szakágában száztíz versenyszámot rendeztek. Ténylegesen a férfi rúdugrásban két olimpiai bajnokot avattak, illetve a kerékpározás 1000 méteres férfi sprintversenyében nem hirdettek végeredményt.
A hivatalos program szerint a következő sportágakban, illetve szakágakban avattak olimpiai bajnokot:
| Versenyszámok az 1908. évi nyári olimpiai játékokon |        |        |        |        |        |          |
| Sportág, szakág                                     | Egyéni | Egyéni | Csapat | Csapat | Csapat |          |
| Sportág, szakág                                     | férfi  | női    | férfi  | női    | vegyes | összesen |
| atlétika                                            | 24     | 0      | 2      | 0      | 0      | 26       |
| birkózás                                            | 9      | 0      | 0      | 0      | 0      | 9        |
| evezés                                              | 1      | 0      | 3      | 0      | 0      | 4        |
| gyeplabda                                           | 0      | 0      | 1      | 0      | 0      | 1        |
| íjászat                                             | 2      | 1      | 0      | 0      | 0      | 3        |
| jeu de paume                                        | 1      | 0      | 0      | 0      | 0      | 1        |
| kerékpározás                                        | 5      | 0      | 2      | 0      | 0      | 7        |
| kötélhúzás                                          | 0      | 0      | 1      | 0      | 0      | 1        |
| labdarúgás                                          | 0      | 0      | 1      | 0      | 0      | 1        |
| lacrosse                                            | 0      | 0      | 1      | 0      | 0      | 1        |
| lovaspóló                                           | 0      | 0      | 1      | 0      | 0      | 1        |
| motorcsónakázás                                     | 0      | 0      | 3      | 0      | 0      | 3        |
| műkorcsolya                                         | 2      | 1      | 0      | 0      | 1      | 4        |
| műugrás                                             | 2      | 0      | 0      | 0      | 0      | 2        |
| ökölvívás                                           | 5      | 0      | 0      | 0      | 0      | 5        |
| raket                                               | 1      | 0      | 1      | 0      | 0      | 2        |
| rögbi                                               | 0      | 0      | 1      | 0      | 0      | 1        |
| sportlövészet                                       | 9      | 0      | 6      | 0      | 0      | 15       |
| tenisz                                              | 2      | 2      | 2      | 0      | 0      | 6        |
| torna                                               | 1      | 0      | 1      | 0      | 0      | 2        |
| úszás                                               | 5      | 0      | 1      | 0      | 0      | 6        |
| vitorlázás                                          | 4      | 0      | 0      | 0      | 0      | 4        |
| vízilabda                                           | 0      | 0      | 1      | 0      | 0      | 1        |
| vívás                                               | 2      | 0      | 2      | 0      | 0      | 4        |
|                                                     |        |        |        |        |        |          |
| Összesen                                            | 75     | 4      | 30     | 0      | 1      | 110      |

## Éremtáblázat
A háromszázhuszonhárom – száztíz arany-, százhét ezüst- és százhat bronz- – érmen tizenkilenc ország versenyzői osztoztak. A versenyekre nevezett országok közül csak Argentína, Svájc és Törökország sportolói nem nyertek érmet.
| Az 1908. évi nyári olimpiai játékok éremtáblázatának első tíz helyezettje | Az 1908. évi nyári olimpiai játékok éremtáblázatának első tíz helyezettje | Az 1908. évi nyári olimpiai játékok éremtáblázatának első tíz helyezettje | Az 1908. évi nyári olimpiai játékok éremtáblázatának első tíz helyezettje | Az 1908. évi nyári olimpiai játékok éremtáblázatának első tíz helyezettje | Olimpia  |
| ------------------------------------------------------------------------- | ------------------------------------------------------------------------- | ------------------------------------------------------------------------- | ------------------------------------------------------------------------- | ------------------------------------------------------------------------- | -------- |
|                                                                           | Ország                                                                    | Arany                                                                     | Ezüst                                                                     | Bronz                                                                     | Összesen |
| 1.                                                                        | Nagy-Britannia (GBR)                                                      | 56                                                                        | 51                                                                        | 38                                                                        | 145      |
| 2.                                                                        | Egyesült Államok (USA)                                                    | 23                                                                        | 12                                                                        | 12                                                                        | 47       |
| 3.                                                                        | Svédország (SWE)                                                          | 8                                                                         | 6                                                                         | 11                                                                        | 25       |
| 4.                                                                        | Franciaország (FRA)                                                       | 5                                                                         | 5                                                                         | 9                                                                         | 19       |
| 5.                                                                        | Németország (GER)                                                         | 3                                                                         | 5                                                                         | 6                                                                         | 14       |
| 6.                                                                        | Magyarország (HUN)                                                        | 3                                                                         | 4                                                                         | 2                                                                         | 9        |
| 7.                                                                        | Kanada (CAN)                                                              | 3                                                                         | 3                                                                         | 10                                                                        | 16       |
| 8.                                                                        | Norvégia (NOR)                                                            | 2                                                                         | 3                                                                         | 3                                                                         | 8        |
| 9.                                                                        | Olaszország (ITA)                                                         | 2                                                                         | 2                                                                         | 0                                                                         | 4        |
| 10.                                                                       | Belgium (BEL)                                                             | 1                                                                         | 5                                                                         | 2                                                                         | 8        |
|                                                                           |                                                                           |                                                                           |                                                                           |                                                                           |          |
| Összesen                                                                  | Összesen                                                                  | 110                                                                       | 107                                                                       | 106                                                                       | 323      |

## A magyar csapat szereplése
Magyarország az előző olimpiákhoz képest jelentős számú, hatvanhárom sportolóval vett részt. A magyar csapat zászlóvivője Mudin István, az 1906. évi (Pánhelén) olimpián ezüstérmes atléta volt. A részt vevő magyar sportolók névsorát lásd az Az 1908. évi nyári olimpia magyarországi résztvevőinek listája szócikkben.
A magyar sportolók öt sportágban, illetve szakágban összesen hetvennégy olimpiai pontot szereztek. Ez negyvenhat ponttal több, mint az előző, 1904. évi nyári olimpiai játékokon elért eredmény.
Az egyes sportágak eredményessége a következő:
| Sportág, szakág | Helyezések száma | Helyezések száma | Helyezések száma | Helyezések száma | Helyezések száma | Helyezések száma | Olimpiai pont |
| Sportág, szakág | 1.               | 2.               | 3.               | 4.               | 5.               | 6.               | Olimpiai pont |
| Vívás           | 2                | 1                | 0                | 1                | 1                | 1                | 25            |
| Birkózás        | 1                | 0                | 0                | 2                | 2                | 0                | 17            |
| Atlétika        | 0                | 1                | 1                | 1                | 0                | 1                | 13            |
| Úszás           | 0                | 2                | 0                | 1                | 0                | 0                | 13            |
| Evezés          | 0                | 0                | 1                | 0                | 1                | 0                | 6             |
| Összesen        | 3                | 4                | 2                | 5                | 4                | 2                | 74            |

### Magyar érmesek
A magyar versenyzők három arany, négy ezüst és két bronzérmet szereztek. A legeredményesebb magyar versenyző Fuchs Jenő volt.

#### Aranyérmesek
- Fuchs Jenő, vívás, kard, egyéni
- Weisz Richárd, birkózás, kötöttfogás, nehézsúly
- vívás, kard, csapat (Földes Dezső, Fuchs Jenő, Gerde Oszkár, Tóth Péter, Werkner Lajos)

#### Ezüstérmesek
- Halmay Zoltán, úszás, 100 m gyors
- Somodi István, atlétika, magasugrás
- Zulawszky Béla, vívás, kard, egyéni
- úszás, 4×200m gyorsváltó (Munk József, Zachár Imre, Las Torres Béla, Halmay Zoltán)

#### Bronzérmesek
- Levitzky Károly, evezés 1,5 mérföld[2]
- atlétika, olimpiai váltó (Simon Pál, Mezei Frigyes, Nagy József, Bodor Ödön, Rácz Vilmos)

### További magyar pontszerzők

#### 4. helyezettek
- Bodor Ödön, atlétika, 800 m síkfutás
- Payr Hugó,
  - birkózás, kötöttfogás, félnehézsúly
  - birkózás, kötöttfogás, nehézsúly
- Szántay Jenő, vívás, kard, egyéni
- Toldi Ödön, úszás, 200 m mell

#### 5. helyezettek
- Maróthy József, birkózás, kötöttfogás, könnyűsúly
- Radvány Ödön, birkózás, kötöttfogás, könnyűsúly
- Tóth Péter, vívás, kard, egyéni
- evezés, nyolcas (Éder Róbert, Haraszthy Lajos, Hautzinger Sándor, Kirchknopf Ferenc, Klekner Sándor, Szebeny Antal, Várady Jenő, Vaskó Kálmán, Wampetich Imre)

#### 6. helyezettek
- Luntzer György, atlétika, diszkoszvetés
- Werkner Lajos, vívás, kard, egyéni